# Frans Suell
Frans Suell (Malmö, 9. lipnja 1744. – 15. studenoga 1817.), švedski poduzetnik. Djed mu Franz Suell doselio je u Malmö iz Holsteina sredinom 18. stoljeća. Frans je odrastao radeći u prodavaonici oca Niclasa. Studirao je dvije godine na Sveučilištu u Lundu nakon čega se počeo baviti uvozom duhana u čemu je bio uspješan. Poslovanje je proširio na tekstil, željezo i šećernu repu te pridonio širenju industrijske revolucije u Švedskoj. Njemu u čast nazvana su dva broda, M/T Frans Suell i M/S Frans Suell, potonji sagrađen u Hrvatskoj.

## Vanjske poveznice
- Frans Suell, Svenskt biografiskt lexikon